# دستمال زرد (فیلم ۲۰۰۸)
دستمال زرد یا دستمال زرد خوشبختی (به انگلیسی: The Yellow Handkerchief) فیلمی محصول سال ۲۰۰۸ و به کارگردانی اودایان پراساد است. در این فیلم بازیگرانی همچون ویلیام هرت، ماریا بلو، کریستن استوارت، ادی ردمین و کائوری موموئی ایفای نقش کرده‌اند.
این فیلم بازسازی فیلم دستمال زرد خوشبختی است.